# Al Munassir (L1)
Al Munassir (L1) byla tanková výsadková loď ománského námořnictva. Plavidlo sloužilo od roku 1979. Na přelomu 80. a 90. let bylo převedeno k výcviku a roku 2002 vyřazeno. Poté bylo potopeno jako umělý útes. Vrak se nyní nachází v hloubce 30 metrů přibližně 10 mil jižně od města Maskat.

## Stavba
Plavidlo postavila britská loděnice Brooke Marine v Lowestoftu. Plavidlo bylo do služby přijato v lednu 1979.

## Konstrukce
Plavidlo mohlo převážet až 550 tun nákladu, popř. 190 vojáků a osm tanků. Bylo vyzbrojeno jedním 114mm kanónem na přídi a dvěma 20mm dvoukanóny Oerlikon po stranách nástavby. Na zádi se nacházela přistávací plocha pro vrtulník, plavidlo však nebylo vybaveno hangárem. Operoval z něj jeden stroj Sea King. Pohonný systém tvořily dva diesely. Nejvyšší rychlost dosahovala 12 uzlů.